# Tectiforme

Un tectiforme de la grotte de Bernifal, en Dordogne

Dans le cadre de l'étude de l'art pariétal paléolithique, le terme « tectiforme » désigne un signe rappelant la forme d'un toit.
Ces signes énigmatiques, plus ou moins géométriques et complexes, ont initialement été interprétés comme des figurations de huttes ou de pièges. Ils ont été identifiés pour la première fois en 1902 dans la grotte des Combarelles par les préhistoriens Henri Breuil et Louis Capitan.
D'après A. Leroi-Gourhan, il s'agirait de symboles féminins  [réf. souhaitée] . Leslie Van Gelder et Kevin J. Sharpe ont montré que certains étaient réalisés par des enfants, avec l'exemple des grottes de Rouffignac.
Des tectiformes sont présents dans l'art franco-cantabrique, notamment à Altamira, Bernifal, Font-de-Gaume et La Mouthe.